# ۵۵۳ (قمری)
۵۵۳ (قمری)، پانصد و پنجاه و سومین سال در گاهشماری هجری قمری است. اول محرم این سال برابر با نهم فوریه سال ۱۱۵۸ میلادی است.